# Gabrielle Leithaug
Gabrielle Leithaug (Bergen, 10 gennaio 1985) è una cantante norvegese.

## Biografia
Laureata in Musica all'Università del Nord-Trøndelag, Gabrielle Leithaug ha partecipato all'edizione inaugurale della versione norvegese del talent show The X Factor nel 2009, finendo settima.
Dopo aver firmato un contratto con la più grande casa discografica norvegese, la Universal, ha pubblicato il suo singolo di debutto Ring meg nel 2011, che ha trascorso sette settimane in vetta alla classifica nazionale ed è stata certificata quintuplo disco di platino con oltre 50 000 copie vendute a livello nazionale. Il singolo ha anticipato l'album Mildt sagt, che è entrato 4º in classifica.
Nel 2014 è uscito il singolo 5 fine frøkner, che ha riscosso successo in Norvegia, raggiungendo la 7ª posizione in classifica. In seguito alla sua inclusione in una puntata della terza stagione della serie televisiva Skam, il brano ha ottenuto popolarità negli altri paesi scandinavi, raggiungendo il 4º posto nella Sverigetopplistan svedese e il 37º nella Hitlisten danese. È stato certificato disco di platino sia in Norvegia che in Svezia.

## Discografia

### Album in studio
- 2012 – Mildt sagt
- 2019 – Snart, Gabby

### EP
- 2013 – Nattergal – kap 1
- 2017 – Vekk meg opp

### Singoli
- 2011 – Ring meg
- 2011 – Bordet
- 2012 – Inn i deg
- 2012 – Høster
- 2012 – Mildt sagt
- 2012 – Løkken
- 2013 – Regn fra blå himmel
- 2013 – Sitterhet
- 2013 – Help Me Lose My Mind (con Margaret Berger)
- 2014 – 5 fine frøkner
- 2014 – Ti kniver (feat. Thomas Eriksen)
- 2015 – Mer
- 2015 – Mellom skyene
- 2015 – De beste
- 2017 – Vekk meg opp
- 2017 – Venter
- 2017 – September
- 2017 – Kyrie
- 2017 – Du går fri
- 2017 – Nye joggesko
- 2018 – A ta (feat. Doddy)
- 2018 – Eg lover
- 2019 – Tenker på deg